# Огнеземельцы

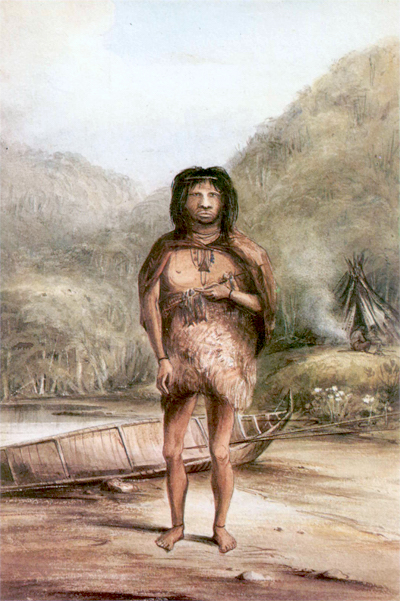
Портрет огнеземельца (предположительно ягана), выполненный судовым художником Конрадом Мартенсом во время второго путешествия «Бигля» (1835)

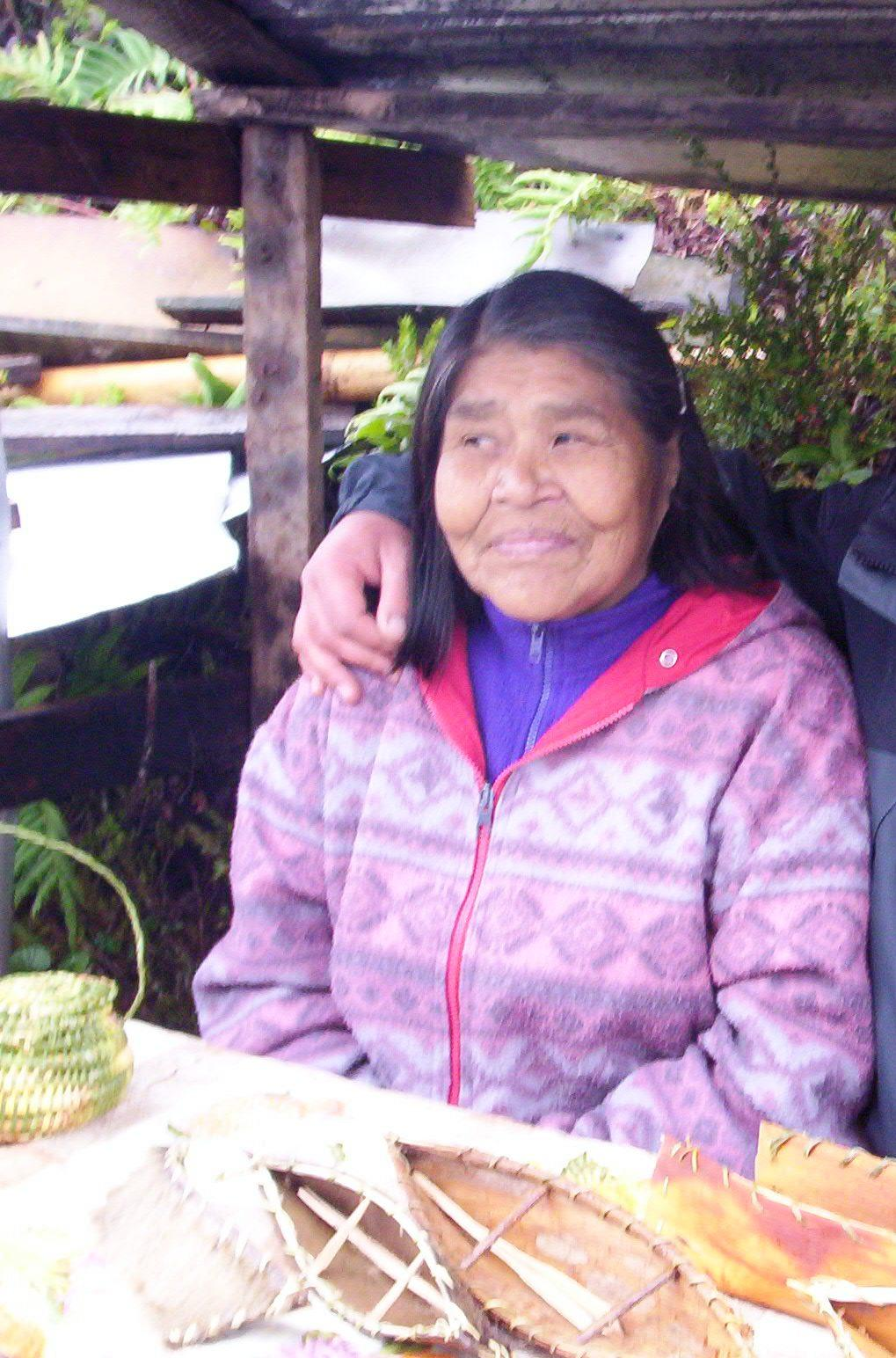
Габриэлла Патерито — одна из последних представительниц племени алакалуфов, 2006 г.

Огнеземельцы, или фуэгины (исп. Fueguinos) — собирательное название аборигенов Огненной Земли, архипелага на южной оконечности Южной Америки. В английском языке термин англ. Fuegians изначально относился только к яганам, обитавшим в южной части Огненной Земли, и лишь впоследствии распространился на все аборигенные народы архипелага.
По своему этническому и языковому составу огнеземельцы были неоднородны: это были племена селькнамов (она), хаушей (манекенк), яганов (ямана) и алакалуфов (халаквулуп, кавескар). Все указанные племена, кроме селькнамов, жили исключительно в прибрежной части Огненной Земли. Яганы и алакалуфы плавали на каноэ вдоль островов архипелага, а жившие на побережье хауши — нет. Селькнамы жили во внутренней части острова Исла-Гранде, их рацион определяла в основном охота на гуанако — копытное животное рода лам семейства верблюдовых. Мясо гуанако употреблялось аборигенами в пищу, из шкур животных изготовлялась примитивная одежда в виде меховых накидок и тёплых шапок конической формы.

## История

### Доколониальная история
Согласно новейшим данным археологии, предки морских охотников и собирателей ямана, или яганов, появились на Огненной Земле первыми ещё около 6 000 лет назад. Рыболовы и зверобои алакалуфы (кавескар) и селькнамы (она), которые вели кочевой образ жизни охотников на гуанако, по-видимому, переселились на архипелаг позднее. Селькнамы были самой многочисленной индейской общиной на архипелаге. Антропологически они сильно отличались от сравнительно низкорослых и кривоногих алакалуф и ямана, больше напоминая патагонцев-теуэльче и родственных последним материковых индейцев чоно.

Карта расселения огнеземельцев и соседних племен до европейской колонизации

### Описания путешественников

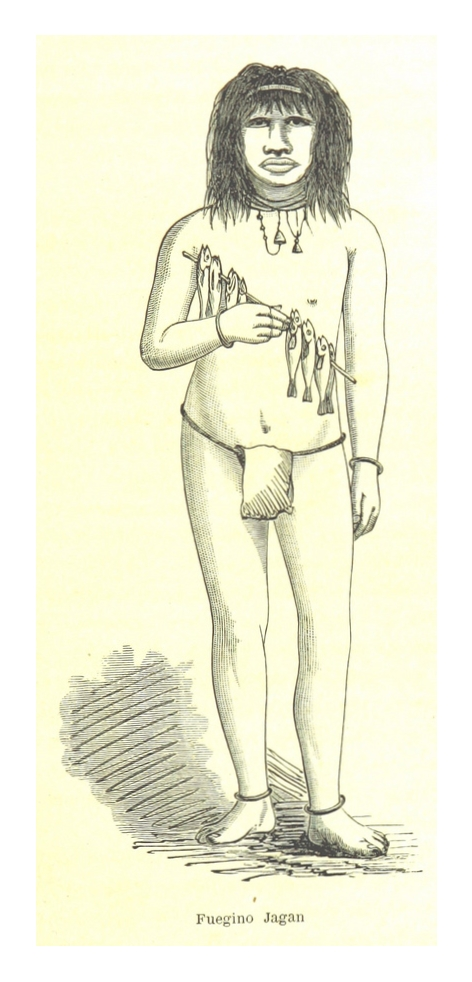
Рыбак из племени ямана. Рис. участника итальянской экспедиции в Патагонию (1883)

Первыми из европейцев с аборигенами Огненной Земли познакомились в 1519 году члены кругосветной экспедиции Фернандо Магеллана. В 1578 году их видели англичане Френсиса Дрейка, но в контакт с ними не вступали (в отличие от патагонцев-техуэльче).
В конце 1774 года, во время своего второго кругосветного плавания, острова Огненной Земли посетил Джеймс Кук. Сопровождавший его в путешествии немецкий естествоиспытатель Георг Форстер приводит в своих записках подробное описание огнеземельцев:

«Они небольшого роста, меньше 5 футов 6 дюймов, с большими толстыми головами, широкими лицами, очень приплюснутыми носами и выступающими скулами; глаза карие, но маленькие и тусклые, волосы чёрные, совершенно прямые, смазанные ворванью и свисающие вокруг головы дикими космами. Вместо бороды на подбородках у них растут лишь жидкие волоски, а от носа к безобразному, постоянно разинутому рту всегда стекает струйка. Сии черты в целом откровенно и красноречиво свидетельствуют о глубокой нужде, в какой проживает это несчастное людское племя… Плечи и грудь у них широкие и хорошо развитые, нижняя же часть тела очень худая и как бы уменьшенная, так что даже не верилось, что она относится к этой верхней части. Ноги тонкие и кривые, а колени слишком большие. Вся их жалкая одежда состоит из старой небольшой тюленьей шкуры, укрепляющейся при помощи шнура вокруг шеи. В остальном они совершенно нагие и не обращают ни малейшего внимания на то, что не допускает наша благопристойность и скромность. Цвет кожи у них оливковый с медно-красным оттенком и у многих разнообразился полосами, нанесёнными красной и белой охрой… Вообще характер их представлял странную смесь глупости, безразличия и вялости…»

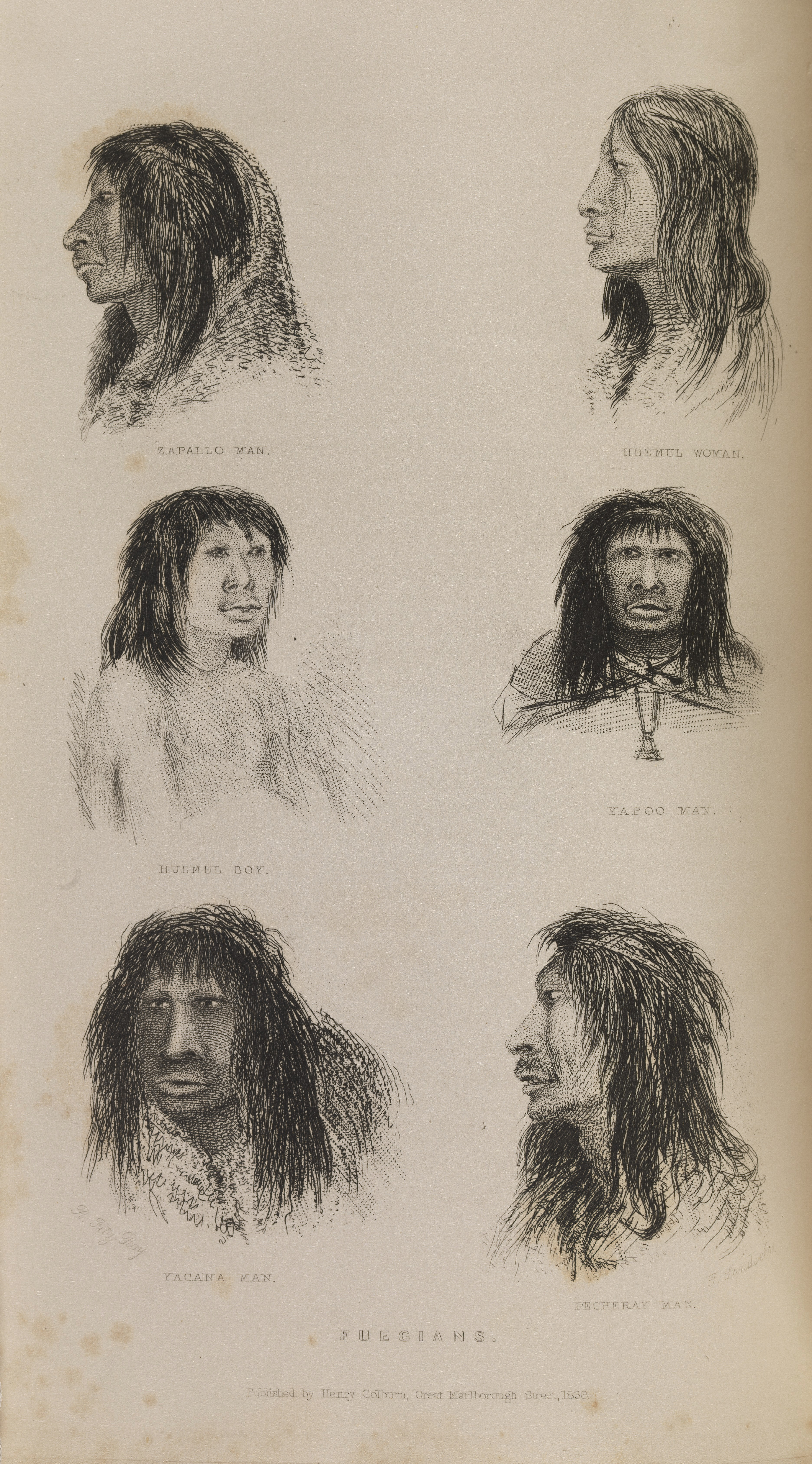
Типы огнеземельцев: левый ряд (сверху вниз) — мужчина из племени сапальо, мальчик из племени
уэмуль, мужчина из племени ягана; правый ряд (сверху вниз) — женщина из племени уэмуль, мужчина из племени япу, мужчина из племени «печерай». Рис. капитана Р. Фицроя из «Путешествия натуралиста вокруг света на корабле "Бигль"» Ч. Дарвина.

В декабре 1823 года — в ходе своей третьей кругосветной экспедиции на шлюпе «Предприятие» — у берегов Огненной Земли останавливался русский мореплаватель О. Е. Коцебу, оставивший довольно мрачное описание местных жителей:

«Человек нуждается в солнечном тепле для развития своего организма... Поэтому здесь он — не более чем животное. Маленького роста, безобразного телосложения, он имеет грязную тёмно-красную кожу, чёрные жёсткие всклокоченные волосы и безбородое лицо. Его единственное скудное одеяние составляют шкуры морских животных. Живёт он в убогом шалаше, сооружённом из нескольких жердей, покрытых сухой травой, и утоляет свой голод сырым, а нередко и полусгнившим мясом убитых или издохших морских животных. Вследствие своей умственной отсталости обитатели этого острова не сделали никаких других, даже простейших изобретений, которые могли бы защитить их от суровости местного климата или в какой-то мере скрасить их безрадостное существование. Таким образом, холод мешает здесь не только физическому, но и духовному развитию… Горемычные обитатели Огненной Земли часто произносят слово пешерэ, вследствие чего их так и прозвали. Значение этого слова до сих пор не удалось установить. Полагают, что их предки бежали сюда, будучи вытеснены из другой, более удобной местности. Здесь они деградировали до животного состояния и ныне не имеют других потребностей, кроме поддержания самым отвратительным образом своего жалкого существования…»
Заново «открыл» индейцев Огненной Земли в 1832 году Чарлз Дарвин, высадившийся на Огненной Земле во время кругосветного путешествия на корабле «Бигль». Дарвин был также поражен первобытным и примитивным видом аборигенов:

«Это были самые жалкие и убогие создания, каких я когда-либо видел. На восточном берегу у туземцев... есть плащи из шкур гуанако, на западном они имеют тюленьи шкуры. Здесь же у племён, живущих посредине, мужчины носят обыкновенно выдровую шкуру или какой-нибудь маленький лоскуток, примерно с носовой платок, едва достаточный, чтобы прикрыть спину до поясницы. Эта накидка стягивается на груди тесёмками и, смотря по тому, откуда дует ветер, передвигается из стороны в сторону. Но те огнеземельцы, которых мы встретили в челноке, были совсем нагие, и даже одна взрослая женщина была совершенно в таком же виде. Эти жалкие бедняги были какими-то недоростками, их безобразные лица были вымазаны белой краской, кожа была грязная и засаленная, волосы спутаны, голоса неблагозвучны, а жесты порывисты. Глядя на таких людей, едва можно поверить, что это наши ближние, живущие в одном мире с нами… Ночью эти люди, голые и едва защищённые от ветра и дождя здешнего бурного климата, спят по пяти, по шести часов на сырой земле, свернувшись подобно животным… Природа, сделав привычку всемогущей, а результаты её действия наследственными, приспособила огнеземельца к климату и естественным произведениям его скудной родины…»
Роберт Фицрой, капитан брига «Бигль», на котором путешествовал Дарвин, возвратил на берег трёх индейцев, захваченных там в 1829 году, обращённых в Англии в христианство и получивших имена Джемми Баттона, Йорка Минстера и Фуэгии Баскет. Относительно первого, который в 1834 году снова был встречен Дарвином на острове, изрядно похудевшим и разучившимся носить европейскую одежду, учёный пришёл к неутешительному выводу о необратимости деградации представителей «отсталых племён», не поддающихся, по его мнению, какому-то «перевоспитанию».
Тем не менее, соотечественник Дарвина, английский исследователь Уильям Паркер Сноу, побывавший на Огненной Земле в 1855 году, пришёл к совершенно иным выводам о тамошних жителях. Описывая их неопрятный внешний вид и первобытные привычки, Сноу отмечает: «Многие огнеземельцы, живущие на Восточных Островах, обладают приятной и даже привлекательной внешностью. Понимаю, что это идёт вразрез с тем, что описывал в своих трудах мистер Дарвин, но я говорю лишь о том, что сам видел…». Позже учёный обнаружил, что аборигены «живут семьями»: «Я был свидетелем проявления глубокой любви и нежности по отношению к своим детям и друг ко другу», — пишет он. Сноу также свидетельствует, что местные женщины отличаются скромностью, а матери очень привязаны к своим детям.

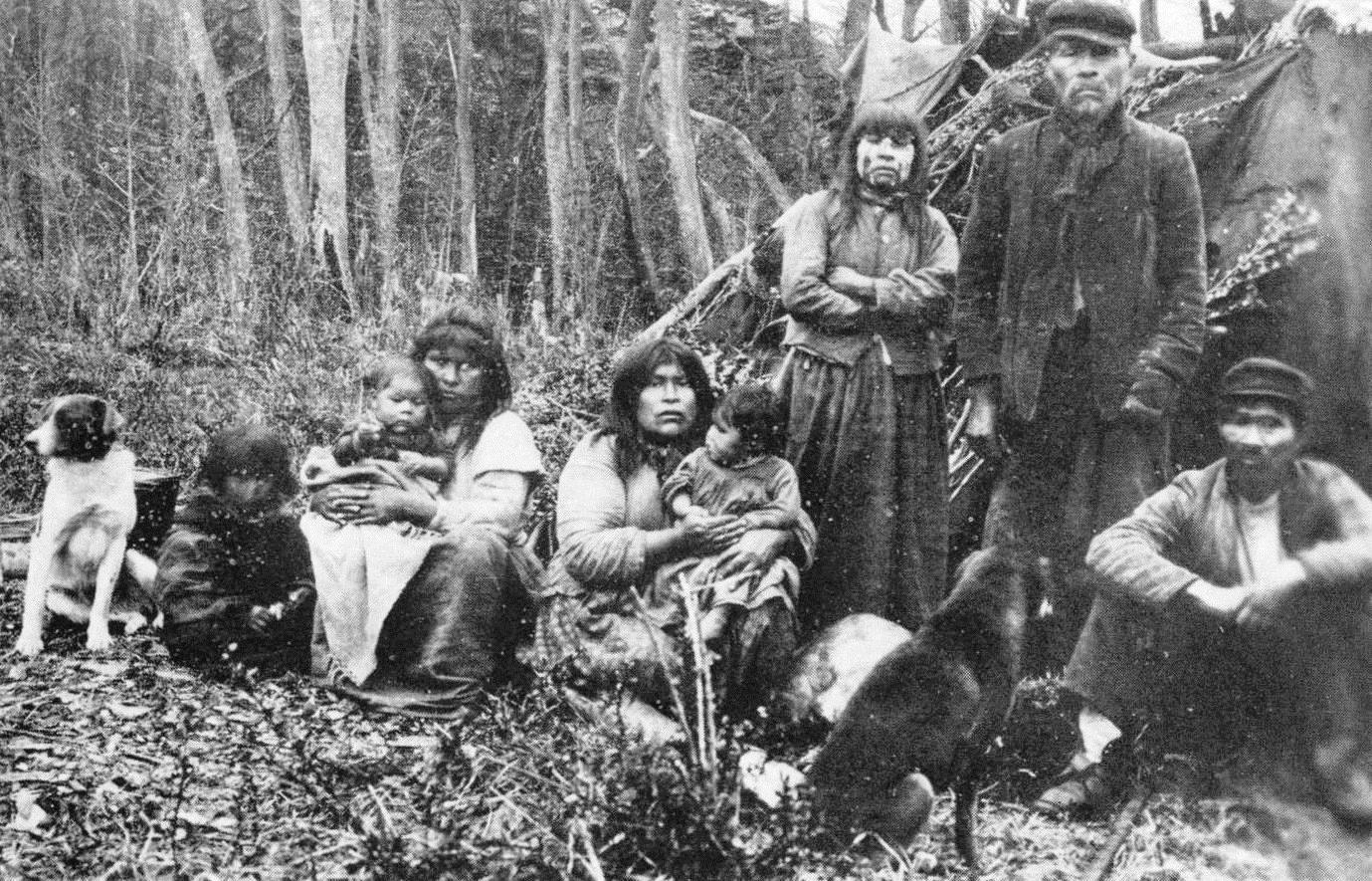
Яганы, фото 1917 года

Известный американский художник и путешественник Рокуэлл Кент на парусном боте «Кэтлин» посетил остров Доусон архипелага Огненная Земля в 1922 году, когда там, по его словам, еще проживало около 500 индейцев племени алакалуф. В своей книге «Плавание к югу от Магелланова пролива» (1924) он описывает одного из них в довольно доброжелательных тонах:

«Это был человек приблизительно лет шестидесяти, среднего роста, мощного сложения, с большим животом, одетый в грязные заплатанные лохмотья — разношёрстные остатки одежды белых. Кожа у него смуглая, лицо широкое, нос плоский, глаза маленькие, широко расставленные, зубы мелкие, крепкие, щербатые. Вообще, в выражении его лица, хотя и не сиявшего доброжелательством, не было ничего зловещего… Отчаянно нуждаясь в самом необходимом, не привыкший следить за собой, он был типичным представителем своей расы, однако и среди просвещённых наций, населяющих землю, есть отдельные личности и даже целые классы, которых обстоятельства или собственный нрав низвели до того же положения…»
Благоприятное впечатление произвел на Р. Кента и непритязательный быт алакалуфов:

«Посредине вигвама горел костёр из чурбачков. У стен виднелись постели из звериных шкур с уютными, похожими на гнезда вмятинами, сделанными человеческими телами за долгие дни и ночи. На полу подле огня лежал кусок полувысушенного мяса морского льва, нога гуанако и скелет огромной огнеземельской крысы коати. Искусно сделанная соломенная корзина и винчестер — единственные предметы утвари и орудий производства. В вигваме было тепло и сухо. В таком пристанище с меньшей затратой топлива и труда даже в самые жестокие зимние холода, несомненно, чувствуешь себя уютнее, чем в любом временном жилище белого…»

### Колонизация островов

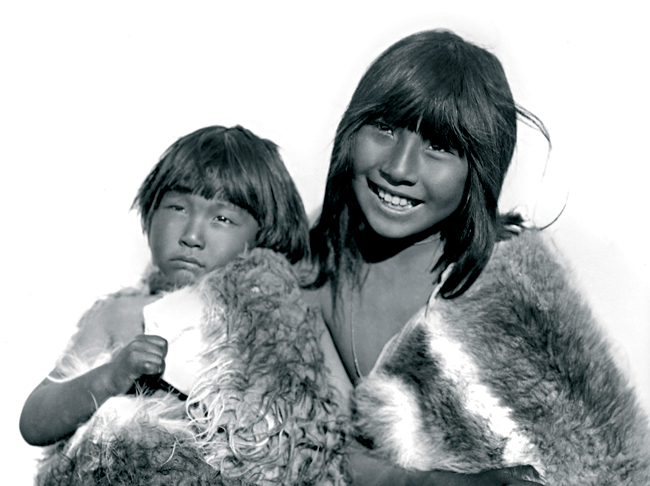
Дети племени селькнамов. Фото 1898 года

Начало колониальной эпохи на Огненной Земле положило конец оригинальной культуре местных индейцев. После того, как в 1886 году румынский авантюрист Джулиус Поппер нашёл на Огненной Земле золото, сюда стали прибывать тысячи искателей наживы из стран Европы и Америки. Колонизаторам потребовалось немало усилий, чтобы сломить сопротивление местного населения, которое до их прихода более 50 лет успешно противостояло попыткам проникновения с «большой земли».
В 1881 году 11 алакалуфов были вывезены в Европу, где выставлялись в качестве «живых экспонатов» в Берлинском зоопарке и в Булонском лесу близ Парижа. Лишь четверо из них выжили и вернулись на родину, остальные умерли от болезней.
Окончательный приговор фуэгинам, особенно селькнамам, вынесли колонисты-овцеводы. Ещё в середине XIX века было установлено, что в суровом климате архипелага овцы обрастают густой и длинной шерстью, в связи с чем охотничьи угодья индейцев стремительно вытеснялись пастбищами. Пытавшиеся охотиться на овец индейцы безжалостно уничтожались.

### Современная история

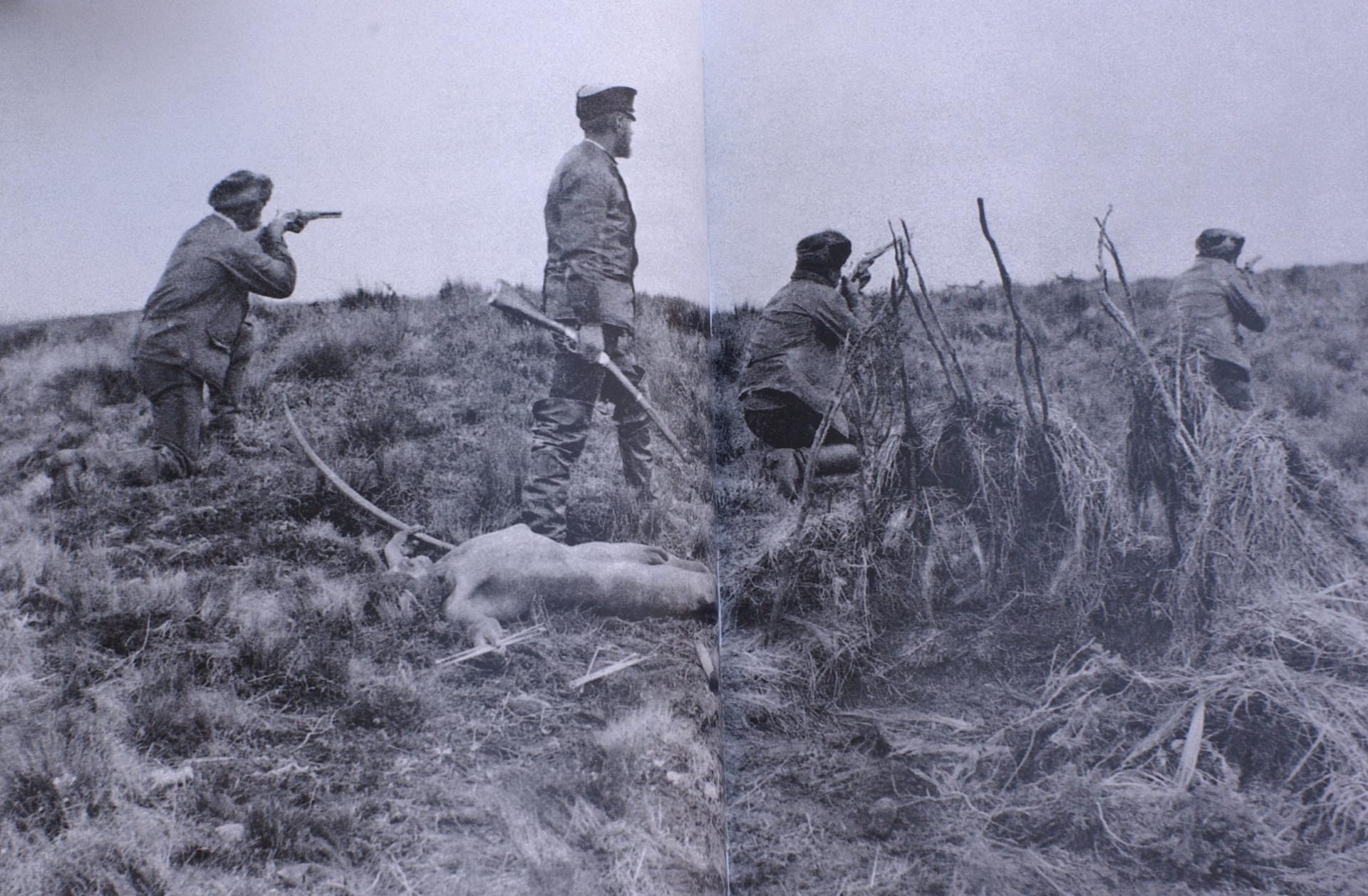
Джулиус Поппер у тела убитого индейца из племени селькнамов.

Когда европейцы, чилийцы и аргентинцы, овцеводы и миссионеры, стали осваивать острова в середине XIX века, вместе с ними на Огненную Землю пришли и европейские болезни, такие как корь и оспа, против которых огнеземельцы не имели иммунитета. 
Помимо этого, на вымирании аборигенов сказалось традиционное отсутствие у них понятия частной собственности. Так, например, по словам Мартина Гузинде, охотники селькнамы сильно страдали от завезённых колонизаторами на острова овечьих стад, интенсивно поедавших траву — основную пищу гуанако. После исчезновения последних они вынуждены были начать охоту на самих овец, вступив, таким образом, в противостояние с их владельцами, вооружёнными огнестрельным оружием. В результате геноцида численность как селькнамов, так и яганов резко уменьшилась с нескольких тысяч в середине XIX века до нескольких сотен в начале XX века. Не исключено, что их вымирание также вызвала утрата основных источников пропитания (киты и тюлени) из-за того, что их добычу освоили европейские и американские моряки. 
Сегодня чистокровных фуэгинов не существует; последний индеец-селькнам умер в 1974 году, последний яган — в 1999 году. В селении Укика, пригороде города Пуэрто-Уильямс, расположенного на острове Наварино, принадлежащем Чили, проживала певица, этнограф и фольклорист Кристина Кальдерон (1928—2022), утверждавшая, что является «последней чистокровной» ямана (яган), однако документально это ничем не подтверждается; не вызывает сомнений только то, что она являлась последней носительницей яганского языка. В 2005 году Кристина Кальдерон издала книгу «Хочу рассказать вам историю» (Hai Kur Mamashu Shis), в которой собраны сказки и легенды ямана, рассказанные ей представителями старших поколений племени, в том числе бабушкой Урсулой Кальдерон. Кристина Кальдерон умерла в феврале 2022 года.

## Отношения между племенами

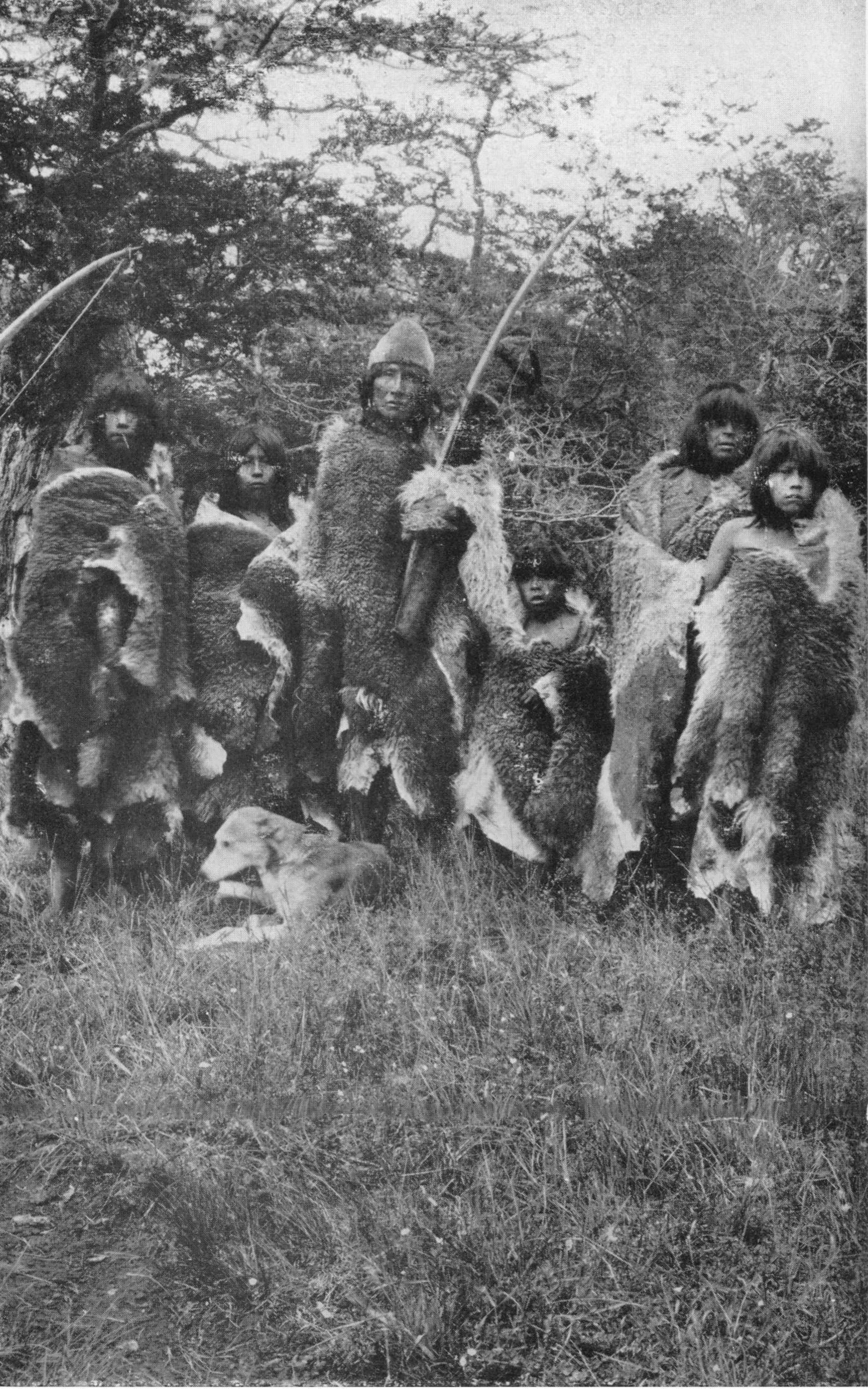
Семья охотников-собирателей селькнамов. 1917 год

Значительные отличия в языке, образе жизни и занимаемых экологических нишах препятствовали контактам огнеземельцев друг с другом, однако восточные яганы (ямана) всё же периодически поддерживали обмен с селькнамами.

## Материальная культура

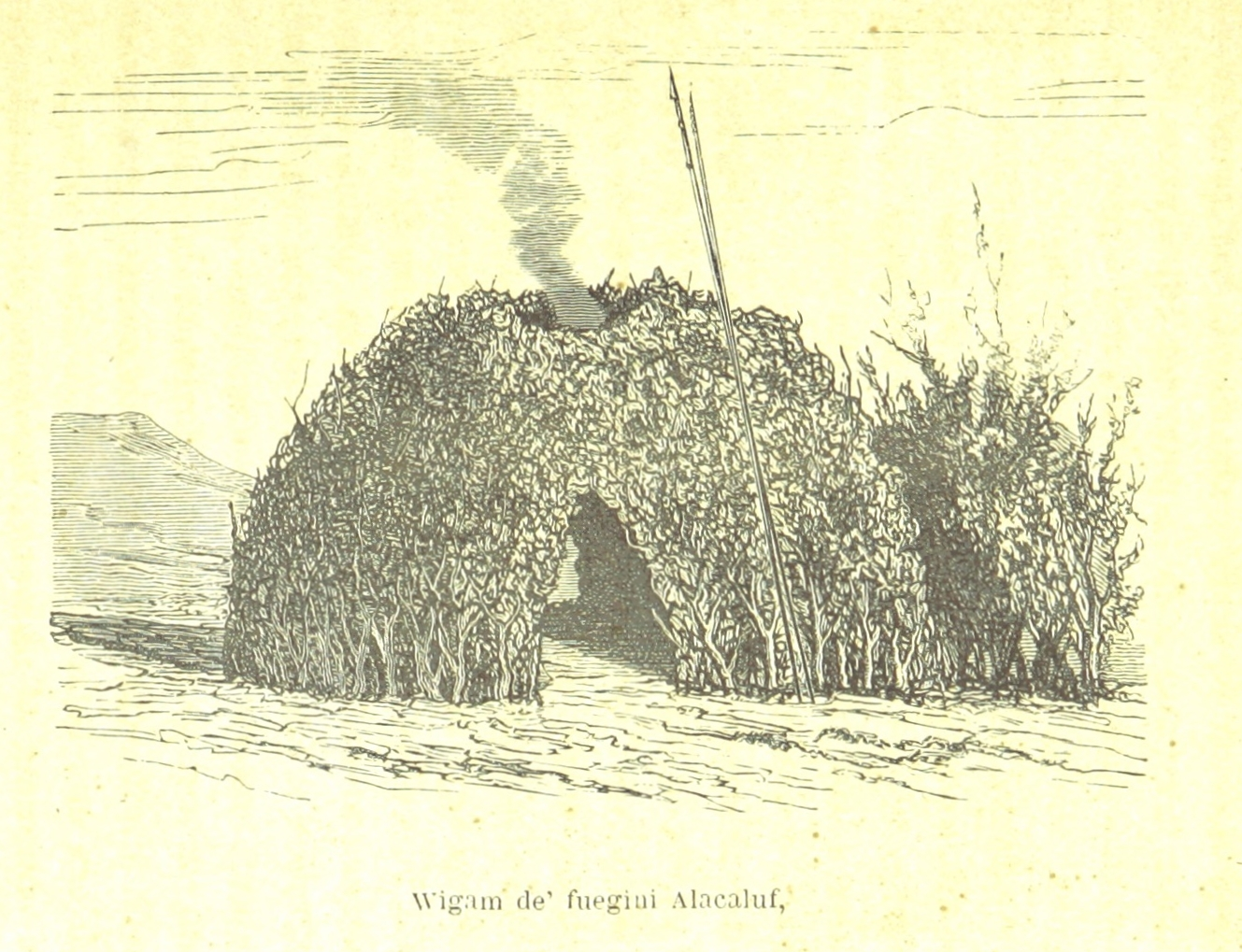
Хижина алакалуфов. Рис. участника итальянской экспедиции в Патагонию (1883)

Хотя все огнеземельцы занимались охотой и собирательством, их материальная культура была неоднородной и приняла две разных формы на большом острове и архипелаге. Одни культуры были прибрежными, тогда как другие обитатели жили вдали от побережья:
- яганы, алакалуфы (обитавшие на землях Магелланова пролива и ряде других островов), а также чоно (обитавшие севернее, на побережье Чили и архипелаге) обеспечивали себе пищу тем, что добывали в море: рыбной ловлей, охотой на морских птиц, тюленей, иногда на китов[16][17];
- селькнамы обитали вдали от побережья, на равнине крупнейшего острова архипелага Исла-Гранде, где охотились на стада гуанако[16][17]; их материальная культура имела некоторое сходство с культурой народа теуэльче, обитавшего на равнинах крайнего юга Аргентины и родственного им по языку[16][18].

Оба вышеуказанных образа жизни были распространены и среди индейцев на материке.
Все огнеземельцы были кочевыми народами и не строили постоянных жилищ. Селькнамы, охотившиеся на гуанако, делали себе временные жилища из шестов и шкур. Прибрежные ямана и алакалуфы также сооружали временные жилища, сплавляясь на каноэ.
Чарльз Дарвин, посетивший прибрежных огнеземельцев в 1832 году, в своей книге «Путешествие натуралиста вокруг света на корабле „Бигль“» (1839 г.) сообщал, что огнеземельцы во время голода убивали и поедали стариков, что является каннибализмом и геронтицидом.
Значительная часть сведений о материальной и духовной культуре индейских племен Огненной Земли, которыми располагает мировая наука, содержится в опубликованных в 1925 году в Германии записках немецкого миссионера Мартина Гузинде, совершившего четыре экспедиции на острова в 1919—1923 годах. Мартин Гузинде посетил все три племени огнеземельцев, участвовал в их повседневной жизни, религиозных обрядах и даже прошёл инициацию. В основном сведения Мартина Гузинде относятся к яганам и селькнамам, о традиционной культуре алакалуфов ему удалось собрать меньше сведений, так как она пришла в упадок уже к началу XX века. Почти одновременно с Гузинде работали его коллега М. Копперс и американский этнограф С. К. Лотроп.
В целом, материальная культура огнеземельцев, живших, по сути, в каменном веке, ко времени прихода белых колонизаторов была довольно примитивной. Охотники селькнамы пользовались простым луком и стрелами с каменными или костяными наконечниками, а также бола, напоминавшим традиционное охотничье оружие патагонцев-теуэльче; алакалуф и яганы забивали тюленей, китов и рыбу теми же стрелами и гарпунами.

## Антропологические особенности

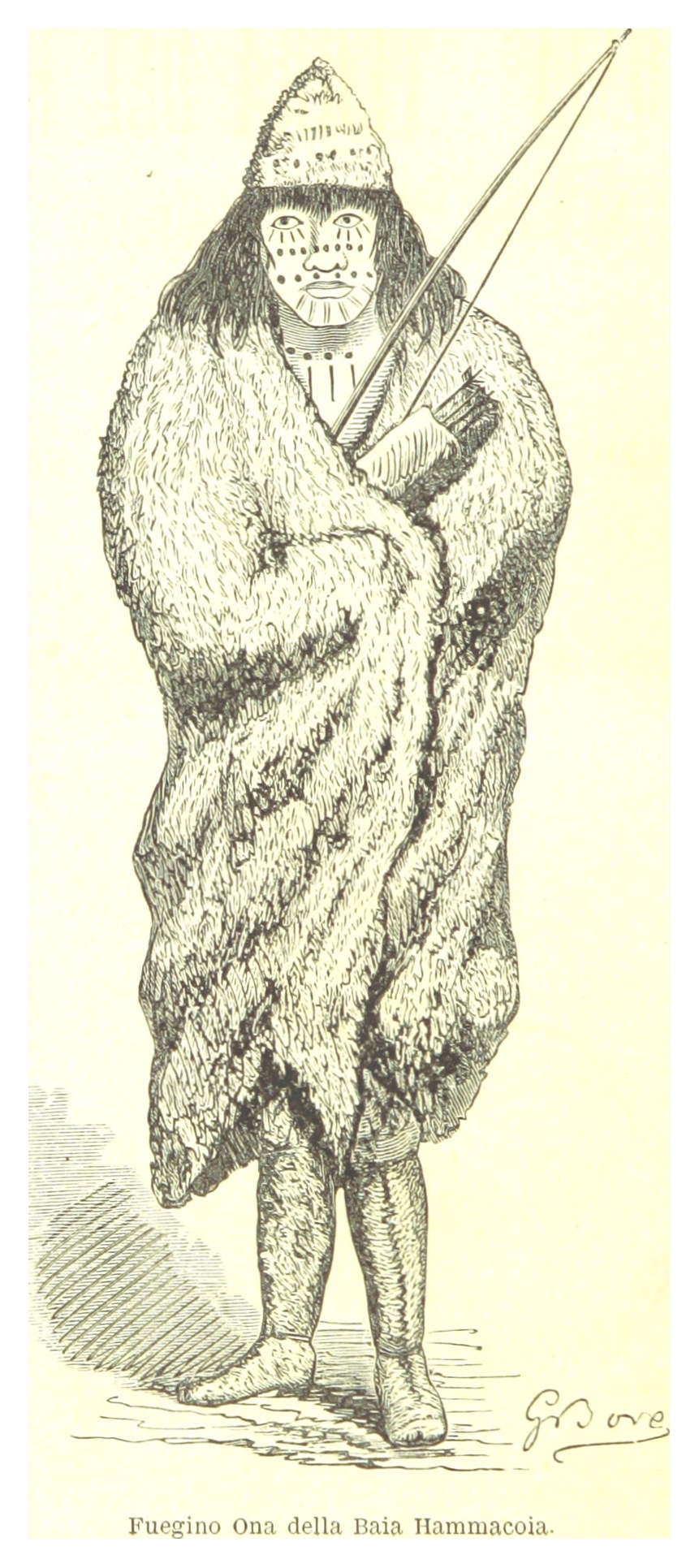
Охотник-селькнам. Рис. участника итальянской экспедиции в Патагонию (1883)

Крайне суровые природные условия островов Огненной Земли способствовали выработке у огнеземельцев особых способов приспособления к подобному климату и помогли им развить поразительную способность к выживанию в условиях пронизывающего дождя, ветра и сильных холодов. По словам Мартина Гузинде, женщины селькнамы имели специфическое телосложение с наличием выраженных жировых прослоек, помогавших им спать прямо на голых камнях. С другой стороны, такая необычайная приспособляемость, вкупе с неразвитыми социальными и имущественными отношениями, заставила ряд исследователей предполагать, что огнеземельцы-фуэгины являются выродившимися потомками аборигенов с континента — возможно, чоно или теуэльче.
Приспособление к холодному климату сближало огнеземельцев и с эскимосами Арктики, а их смугло-чёрный оттенок кожи, широкий нос, волнистые волосы и прочее, как ранее считалось, являются наследием древнейшей волны мигрантов на американский континент, имевших австралоидные черты. Тем не менее позднейшие генетические и палеогенетические исследования не выявили у огнеземельцев ни каких-либо примесей генов австронезийских народов, ни их реликтового происхождения от первых палеоиндейцев.

## Духовная культура

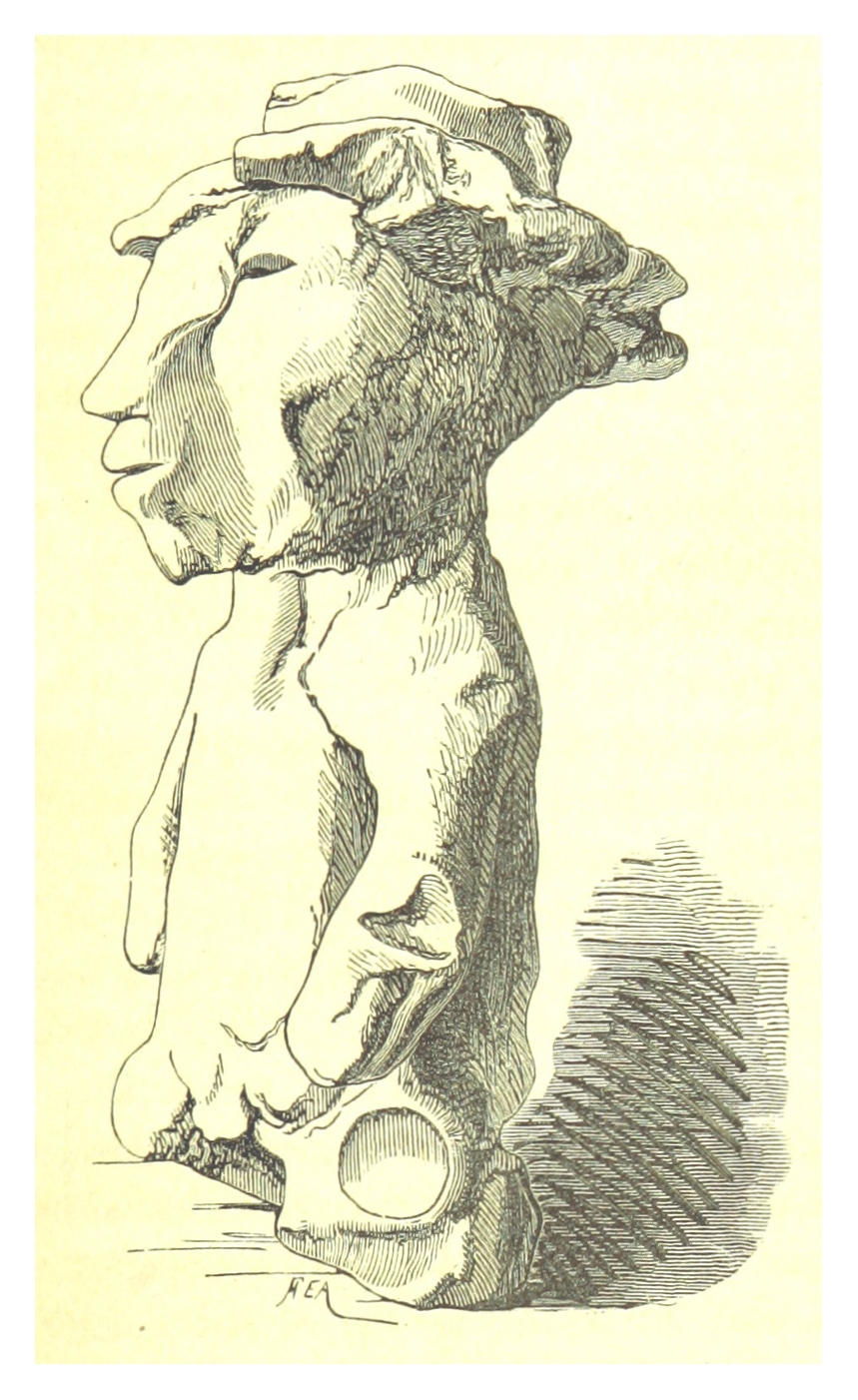
Деревянный божок фуэгинов. Рис. участника итальянской экспедиции в Патагонию (1883)

В племенах селькнамов и яганов сохранилось поверье, что в древние времена женщины правили мужчинами. Яганы объясняли отличие современного положения от древнего предполагаемым успешным восстанием мужчин. Праздники, связанные с этим событием, отмечались в обоих племенах.

## Языки
Огнеземельцы говорили на нескольких неродственных языках. Язык алакалуфов (кавескар) и язык яганов (ямана) считаются изолятами, тогда как селькнамы (она), как и родственные им теуэльче на материке, говорили на языке чонской семьи. В исчезнувшем яганском языке имелось слово «мамихлапинатапай», которое в Книге рекордов Гиннеса названо, как самое ёмкое и самое трудное для перевода слово. Оно примерно означает следующую фразу: «взгляд между двумя людьми, в котором выражается желание каждого, что другой станет инициатором того, чего хотят оба, но ни один не хочет быть первым».

## Комментарии
1. ↑  «Пешересами» (англ. Pesherias) первые исследователи Огненной Земли ошибочно называли всех местных индейцев[3].

### Научная
- Делаборд Ж., Лоофс Х. На краю земли (Огненная Земля и Патагония) / Пер. с нем. И. С. Самылиной и О. В. Михеевой. — М.: Мысль, 1969. — 128 с.: ил. — (Путешествия. Приключения. Фантастика).
- Зиберт Э. В. Огнеземельцы // Народы Америки. — T. 2. — М., 1959. — С. 377—390.
- Зубов А. А. Люди Огненной Земли Архивная копия от 3 февраля 2018 на Wayback Machine. — М.: Географгиз, 1961. — 40 с.: ил. — (Народы земного шара).
- Сахнин А. Я. Огненная земля. — М.: Советская Россия, 1978. — 226 с.: ил.

- Patagonia. Terra del Fuoco. Mari Australi. Rapporto del Tenente Giacomo Bove, Capo della Spedizione, al Comitato Centrale per le esplorazioni Antartiche. — Parte I. — Genova: Tip. del R. Istituto de' Sordo-Muti, 1883. — 150 p.
- Cooper J. M. Analytical and critical bibliography of the tribes of Tierra del Fuego // Bureau of American ethnology. — 63 Bulletin. — Washington, 1917.
- Koppers W. Unter Feuerland-Indianern. Stuttg., 1924;
- Gusinde M. Die Feuerland-Indianer. Mödling, 1931—1974. Bd 1-3.
- Gusinde, Martin. Nordwind—Südwind. Mythen und Märchen der Feuerlandindianer (нем.). — Kassel: E. Röth, 1966. Title means: «North wind—south wind. Myths and tales of Fuegians».
- Chapman A., Hester T. R. New data on the archaeology of the Haush: Tierra del Fuego // Journal de la Socété des Américanistes. 1973. Vol. 62
- Chapman A. Drama and power in a hunting society: the Selk’nam of Tierra del Fuego. Camb., 1982;
- Chapman A. End of the world: the Selknam of Tierra del Fuego. Santiago de Chile, 2002;
- Chapman A. European encounters with the Yamana people of Cape Horn, before and after Darwin. Camb., 2010;
- Itsz, Rudolf. Napköve. Néprajzi elbeszélések (болг.). — Budapest: Móra Könyvkiadó, 1979. Translation of the original: Итс, Р.Ф. Камень солнца. — Ленинград: Издательство «Детская Литература», 1974. Title means: «Stone of sun»; chapter means: «The land of burnt-out fires».
- Service, Elman R. Vadászok // Vadászok, törzsek, parasztok (болг.) / E.R. Service & M.D. Sahlins & E.R. Wolf. — Budapest: Kossuth Könyvkiadó, 1973. It contains the translation of the original: Service, Elman. The Hunter (неопр.). — Prentice-Hall, 1966.
- Folk literature of the Selknam Indians: M. Gusinde’s collection of Selknam narratives / Ed. J. Wilbert. Los Ang., 1975;
- Zolotarjov, A.M. Társadalomszervezet és dualisztikus teremtésmítoszok Szibériában // A Tejút fiai. Tanulmányok a finnugor népek hitvilágáról (болг.) / Hoppál, Mihály. — Budapest: Európa Könyvkiadó, 1980. — С. 29—58. — ISBN 963 07 2187 2. Chapter means: «Social structure and dualistic creation myths in Siberia»; title means: «The sons of Milky Way. Studies on the belief systems of Finno-Ugric peoples».
- Vairo, Carlos Pedro. The Yamana Canoe: The Marine Tradition of the Aborigines of Tierra del Fuego (англ.). — 1995, 2002. — ISBN 9 781879 568907.
- Borrero L. A. Los Selk’nam (Onas). B. Aires, 2007;
- Bridges L. Uttermost Part of the Earth. 2nd ed. N. Y., 2010.

### Художественная
- Верн Жюль. Кораблекрушение «Джонатана» / Пер. В. И. Гинзбурга. — М.: Вече, 2020. — 480 с. — (Мастера приключений). — ISBN 978-5-4484-2221-8.
- Итс Р. Ф. Трагедия Огненной земли //  В кн.: Итс Р. Ф.  Цветок лотоса: Рассказы этнографа. — М.: Географгиз, 1962. — (Путешествия. Приключения. Фантастика).
- Колоане Франсиско. Огненная земля. Рассказы / Пер. с испан. — М.: Худож. лит-ра, 1963. — 224 с.
- Янка Мавр. Сын воды (1927) // В кн.: Мавр Я. Сын воды. Полесские робинзоны. ТВТ. — Мн.: Юнацтва, 1986.

## В кино
- «Огненная земля» (Tierra del fuego) — режиссер Мигель Литтин (Чили, Испания, Италия, 2000); по одноименному роману Франсиско Колоане (1956).